# NGC 148
NGC 148 је лентикуларна галаксија у сазвежђу Вајар која се налази на NGC листи објеката дубоког неба.
Деклинација објекта је - 31° 47' 10" а ректасцензија 0h 34m 15,4s. Привидна величина (магнитуда) објекта NGC 148 износи 12,1 а фотографска магнитуда 13,1. Налази се на удаљености од 18,4000 милиона парсека од Сунца. NGC 148 је још познат и под ознакама ESO 410-20, MCG -5-2-17, AM 0031-320, PGC 2053.